# José Álvarez Domínguez
José Álvarez Domínguez (Santiago de Cuba, Cuba, 27 de agosto de 1918-Oviedo, Principado de Asturias, España, 9 de diciembre de 2011) fue un magistrado español. Presidente de la Sala de lo Civil de la Audiencia Provincial de Asturias.

## Biografía
Hijo de José y Eugenia, emigrantes gallegos afincados en Cuba. Durante su juventud, la familia regresó a España, instalándose en Santiago de Compostela. En la Universidad compostelana, José realizó los estudios en Derecho, que fueron interrumpidos durante la Guerra Civil, y finalizados en 1941. 
Su primer puesto fue como secretario técnico de la Delegación Nacional de Sindicatos, que concluyó en 1946. Posteriormente aprobó las oposiciones a juez comarcal, y seguidamente a Juez de Primera Instancia, que le llevaron a distintos destinos: Tuy (1948-1953), Pravia (1953-1956), Pola de Siero (1956-1959) y Oviedo (1959-1962). En el juzgado de la capital asturiana coincidió con Mariano Rajoy Sobredo, que se encargaba del otro juzgado.
En 1962 fue nombrado magistrado de la Audiencia Territorial, llegando a ser Presidente de Sala de lo civil de la misma. Tras su nombramiento, fue el presidente de la Sala de la Civil de una Audiencia Territorial más joven de España. Se jubiló en 1987 como magistrado, pero siguió ejerciendo como abogado particular. 
El 9 de octubre de 1948 se casó con María Celerina Sánchez Soto (fallecida en el 2001) con quien tuvo cinco hijos: María Eugenia, José Ignacio (presidente de la Audiencia Provincial), Diego, Luis y Teresa.
Falleció a los 93 años, tras una breve enfermedad. Está enterrado en el cementerio del Salvador (Oviedo).

## Asociaciones a las que perteneció
- Miembro de la Asociación Asturiana de Jurisprudencia.
- Socio del Real Oviedo, desde 1955.

## Distinciones honoríficas
- Cruz Distinguida de 1ª clase de la Orden de San Raimundo de Peñafort. Concedida en 1968, por el ministerio de Justicia.